# Mallorca – Suche nach dem Paradies
Mallorca – Suche nach dem Paradies war eine deutsche Fernsehserie. Die Serie wurde von April 1999 bis Januar 2000 im Vorabendprogramm von ProSieben ausgestrahlt. Die letzten Folgen wurden bis Februar 2000 im Vormittagsprogramm des Senders ausgestrahlt, anschließend wurden bis November 2000 alle alten Folgen wiederholt.

## Handlung
Die Serie erzählt die Geschichte von Aussteigern, die in Deutschland keine Zukunft mehr sahen und so auf Mallorca ihr persönliches Paradies und Glück suchen. Insbesondere die jeweiligen Beweggründe zu dieser Suche divergieren sehr. So sind einige auf der Flucht vor einer Beziehung, dem Gesetz, der Familie oder sonstigen Verpflichtungen. Andere hingegen suchen nach der großen Liebe, Abenteuern oder einfach nur Abwechslung.
Der Dreh- und Angelpunkt der Serie ist Grundstücksmakler Rolf Stein. Dieser ist knallhart und greift auch des Öfteren zu illegalen Methoden, um seine Geschäfte abzuwickeln. Er lebt gemeinsam mit seiner Freundin Kim Ambach, einer ehemaligen Stewardess, und seiner 19-jährigen Tochter Stefanie in einer traumhaften Villa. Zudem ist er Besitzer des Hotels Son Vent, das von seinem Bruder Volker geleitet wird. Dieser lebt dort gemeinsam mit seiner Frau Christine, der 15-jährigen Tochter Carina und dem 16-jährigen Sohn Lukas. Zum Kreis rund um Rolf Stein gehört außerdem seine Sekretärin Carmen Diaz, die für alle geschäftlichen Angelegenheiten zuständig ist. Die Nachbarn des Hotels sind der Kfz-Mechaniker Ricardo Velázquez und seine deutsche Lebensgefährtin Eva Hansen, die ursprünglich mit Rolf Stein auf die Insel gekommen ist. Die zwei leben gemeinsam mit dem 22-jährigen Sohn Felipe und der Hotelangestellten Nicole Beck auf einer alten mallorquinischen Finca. Zudem gibt es noch den Barkeeper Jan Keppler, der sowohl im Hotel als auch in der Disco El Diagonal und der Strandbar, die ebenfalls Rolf Stein gehören, tätig ist.
Auch am Hafen spielt Rolf Stein eine Rolle. Dort liegt seine Motoryacht Stefanie, die von den beiden Skippern Marc Osterkamp und Thomas Köhler versorgt wird. Auch die beiden leben auf der Finca der Familie Velázquez. Die Kfz-Werkstatt Velázquez’ befindet sich in der Hafenanlage in der Nähe des Son Vent. Auch Julia Breuers Marineshop Aquarius liegt dort. Julia ist für einen Neuanfang nach Mallorca gekommen und hat dazu ihre juristische Karriere in Deutschland aufgegeben. Nun betreibt sie auf Mallorca einen Marineshop und will so ihre Vergangenheit als Mann vergessen. Ihr jüngerer Bruder Andreas ist ein häufiger Gast. In ihrem Geschäft arbeitet zudem Lena Schilling bzw. Maren Hoffmann. Lena und Maren hatten sich an ihrem ersten Tag auf Mallorca am Flughafen kennengelernt und waren gemeinsam mit dem Auto unterwegs, als es zu einem Unfall kam. Bei diesem verstarb die echte Lena. Im Krankenhaus kam es jedoch zu einer Verwechslung, so dass Maren fortan unter falscher Identität auf Mallorca lebt.

## Besetzung
| Schauspieler       | Rolle                           | Folgen  |
| ------------------ | ------------------------------- | ------- |
| Yvonne Burbach     | Stefanie Stein                  | 1–200   |
| Christine Döring   | Kim Ambach                      | 1–200   |
| Ulrike Frank       | Julia Breuer geb. Julius Breuer | 1–197   |
| Patrick Gräser     | Marc Osterkamp                  | 1–200   |
| Matthias Haase     | Volker Stein                    | 1–200   |
| Judith Kernke      | Lena Schilling (Maren Hoffmann) | 1–200   |
| Vinzenz Kiefer     | Lukas Stein                     | 1–200   |
| Alfonso Losa       | Thomas Köhler                   | 1–200   |
| Klaus Zmorek       | Rolf Stein                      | 1–200   |
| Susanne Hayo       | Lena Schilling †                | 1       |
| Luise Bähr         | Carina Stein                    | 2–200   |
| Gaspar Cano        | Ricardo Velazquez               | 2–197   |
| Jenny Jürgens      | Christine Stein                 | 2–200   |
| Enrique Neant      | Felipe Hansen †                 | 2–176   |
| Judith Rumpf       | Nicole Beck                     | 2–200   |
| Wookie Mayer       | Eva Hansen                      | 4–179   |
| Peter Atanassow    | Jan Keppler                     | 7–200   |
| Louise Wischermann | Carmen Diaz                     | 7–200   |
| Broder B. Hendrix  | Andreas Breuer                  | 7–200   |
| Ulrich Drewes      | Tim Fiebig                      | 89–200  |
| Sandra Seeling     | Jasmin Bischoff                 | 97–200  |
| Hendrik Borgmann   | Ben Keppler                     | 154–200 |
| Tatiani Katrantzi  | Caro Fechner                    | 179–200 |

## Produktion und Ausstrahlung
Eineinhalb Jahre vor Drehbeginn wurde mit der Arbeit an den Drehbüchern für die Serie begonnen und tausende Schauspieler wurden gecastet, um für die Serie die passenden achtzehn Hauptdarsteller zu finden. Die Serie wurde vollständig auf der Insel Mallorca gedreht. Zu diesem Zweck wurde in der Hauptstadt Palma eine ehemalige Druckerei angemietet, um die Innenaufnahmen an ausschließlich einem Ort drehen zu können. Zudem wurde das Hotel Son Vent für die Serie als einer der Hauptdrehorte angemietet. Die Außenaufnahmen machten jedoch mit 70 % Außendrehanteil den Großteil einer jeden Folge aus.
Trotz der teuren Produktion, die ProSieben schon im Vorfeld etwa 30 Millionen DM kostete, lagen die Zuschauerzahlen von Beginn an nur bei 1,5 Millionen. In den darauffolgenden Wochen sank die Quote stetig, so dass sie schließlich mit 7 % Marktanteil (etwa 530.000 Zuschauer) die werbungsrelevante Zielgruppe erreichte. Zeitweilig war die Serie sogar diejenige ProSieben-Sendung mit der geringsten Zuschauerquote überhaupt. Dennoch hielt ProSieben zunächst einige Zeit weiterhin am Konzept der Sendung fest und versuchte im Herbst 1999, weitere Zuschauer zu gewinnen.
Obwohl der Marktanteil in der Zielgruppe dadurch fast um das Doppelte anstieg, entschloss sich ProSieben, nicht weiter an dem Format festzuhalten, sodass Ende November 1999 – für die Schauspieler völlig überraschend – die Dreharbeiten endgültig eingestellt wurden. Die letzte Folge wurde im Vorabendprogramm am 14. Januar 2000 ausgestrahlt. Danach waren die letzten Folgen noch bis zum 24. November 2000 im Vormittagsprogramm des Senders zu sehen. Von 2001 bis 2002 wurde die Serie auf tm3 bzw. 9Live wiederholt. Ab Februar 2008 wurde die Sendung auf Romance TV erneut ausgestrahlt.
Durch die Serie sammelte die Produktionsfirma Grundy UFA erste positive Erfahrungen mit Mallorca als Produktionsort. Als 2011 ein Handlungsstrang der Serie „Verbotene Liebe“ nach Mallorca verlagert wurde, profitierte man davon.
Es erschienen zudem von Carina Martinz zwei Begleitbücher zur Serie im VGS Verlag: Reif für die Insel (1999) und Ärger im Paradies (2000).